# RoboCop (série de jeux vidéo)
Pour les articles homonymes, voir Robocop (homonymie).
Voici la liste des jeux vidéo basés sur la série de films RoboCop.

## Liste de jeux
- 1988 - RoboCop

Un jeu sur borne d'arcade de Data East, adapté en 1989 par Ocean Software sur divers micro-ordinateurs 8 et 16 bits et la console NES.
- 1990/1991- RoboCop 2

Un jeu d'action développé par Ocean Software à partir de 1990 sur divers micro-ordinateurs 8 et 16 bits et les consoles GX4000, NES et Game Boy. Data East commercialise une version sur borne d'arcade en 1991.
- 1992 - RoboCop 3

Un jeu d'action en 3D faces pleines développé par Digital Image Design et édité par Ocean Software sur Amiga, Atari ST et DOS.
- 1992 - RoboCop 3

Un jeu d'action développé sur consoles Nintendo et Sega et le micro Commodore 64. Les versions NES, Super Nintendo ont été développées et éditées par Ocean Software. La version sur Commodore 64 a été développée par Probe Software et éditée par Ocean. Les versions Master System, Mega Drive et Game Gear, sorties à partir de 1993, ont été développées par Eden Entertainment et éditées par Flying Edge.
- 1993 - RoboCop versus The Terminator

Un jeu d'action d'Avalon Interactive et édité par Virgin Interactive sur Game Boy, Game Gear, Master System, Mega Drive et Super Nintendo
- 2003 - RoboCop

Un jeu de tir à la première personne développé et édité par Titus Interactive sur PlayStation 2, Xbox, GameCube et Windows.
- 2004 - RoboCop

Un jeu de I-Play sur téléphone mobile.
- 2023 - RoboCop: Rogue City

Un jeu d'action sur Windows, PlayStation 5 et Xbox Series X/S.